# Шелль, Анна
Анна Шелль (нем. Anna Schell, род. 3 августа 1993) — немецкая спортсменка, борец вольного стиля, призёр чемпионатов мира и Европы, участница Олимпийских игр в Токио.

## Биография
Борьбой занимается с 1999 года. На международных соревнованиях выступает с 2009 года. 
В 2019 году в Румынии стала второй в весовой категории до 72 кг, уступив в финале спортсменке из Украины Алине Стадник и завоевала серебряную медаль чемпионата Европы.
На предолимпийском чемпионате мира в Казахстане в 2019 году в весовой категории до 68 кг, Анна завоевала бронзовую медаль турнира.